# Joel Pohjanpalo
Joel Pohjanpalo, né le 13 septembre 1994 à Helsinki en Finlande, est un footballeur international finlandais qui évolue au poste d'attaquant au Palerme FC.

## Biographie

### Carrière en club
Formé au club du HJK Helsinki, Pohjanpalo se fait remarquer dans les catégories de jeunes, et il fait sa première apparition avec l'équipe réserve à l'âge de 16 ans.
Durant sa première saison dans l'équivalent de la troisième division finlandaise, il inscrit 33 buts en 23 apparitions, ce qui constitue un nouveau record pour ce championnat.
Pohjanpalo fait sa première apparition en Veikkausliiga le 26 octobre 2011, en tant que titulaire contre RoPS et grâce à ces excellentes performances avec l'équipe réserve, Pohjanpalo signe un contrat professionnel avec HJK le 7 décembre 2011, ce qui le lie au club de la capitale jusqu'à 2015.
Le 26 mars 2012, Pohjanpalo effectue durant une semaine un essai à Liverpool. Auparavant, il avait également été mis à l'essai par Monaco. Le club de la Mersey ne lui proposant qu'un contrat de stagiaire, il décide de ne pas donner de suite à ce premier contact.
Il revient finalement dans son club du HJK Helsinki, et il est aligné comme titulaire lors du premier match de la saison 2012, le 15 avril 2012. À cette occasion, il réalise un coup du chapeau, en inscrivant trois buts en l'espace de trois minutes seulement contre le club d'IFK Mariehamn,.

### Carrière en sélection
Joel Pohjanpalo honore sa première sélection en équipe de Finlande le 14 novembre 2012 lors d'un match amical face à Chypre. Le match se solde par une victoire finlandaise 3-0.
Il est par la suite membre des 26 joueurs sélectionnés par Markku Kanerva pour disputer l'Euro 2020, première compétition internationale officielle pour les Finlandais. Le 12 juin 2021, il est titulaire pour le premier match de la Finlande à l’Euro 2020 et devient le premier buteur de l'histoire de la sélection finlandaise en compétition internationale, après son but contre le Danemark lors de la première journée de l'Euro 2020. Son but permet, par ailleurs, d'offrir la première victoire finlandaise en phase finale d'une compétition internationale . Cette rencontre est malheureusement célèbre pour avoir vu le malaise cardiaque de Christian Eriksen. Pohjanpalo dispute la totalité des matchs du tournoi face à la Russie (défaite 0-1) , la Belgique (défaite 0-2) et le Danemark donc. Les Finlandais sortent dès la phase de poules.

## Palmarès

### En club
Klubi-04
- Champion de troisième division finlandaise (groupe A) en 2011

 HJK Helsinki
- Champion de Finlande en 2011, 2012 et 2013

### Distinction personnelle
Klubi-04
- Meilleur buteur de troisième division finlandaise en 2011

 Venise FC
- Meilleur buteur de Serie B en 2023-2024, avec 22 buts
- Deuxième meilleur buteur de Serie B en 2022-2023 avec 19 buts

## Statistiques

### Statistiques détaillées par saison
Le tableau ci-dessous récapitule les statistiques en match officiel de Joel Pohjanpalo :
| Saison                | Club                      | Championnat           | Championnat | Championnat | Coupe nationale | Coupe nationale | Coupe de la Ligue | Coupe de la Ligue | Compétition(s) continentale(s) | Compétition(s) continentale(s) | Compétition(s) continentale(s) | Total | Total |
| Saison                | Club                      | Division              | M.          | B.          | M.              | B.              | M.                | B.                | Comp.                          | M.                             | B.                             | M.    | B.    |
| 2010                  | Klubi-04                  | Ykkönen               | 1           | 0           | -               | -               | -                 | -                 | -                              | -                              | -                              | 1     | 0     |
| 2011                  | Klubi-04                  | Kakkonen              | 25          | 33          | -               | -               | -                 | -                 | -                              | -                              | -                              | 25    | 33    |
| Sous-total            | Sous-total                | Sous-total            | 26          | 33          | -               | -               | -                 | -                 | -                              | -                              | -                              | 26    | 33    |
| 2011                  | HJK Helsinki              | Veikkausliiga         | 1           | 0           | -               | -               | -                 | -                 | -                              | -                              | -                              | 1     | 0     |
| 2012                  | HJK Helsinki              | Veikkausliiga         | 28          | 11          | 2               | 1               | 8                 | 4                 | C1+C3                          | 3+1                            | 2+1                            | 42    | 19    |
| 2013                  | HJK Helsinki              | Veikkausliiga         | 21          | 5           | 2               | 0               | 3                 | 0                 | C1                             | 2                              | 0                              | 28    | 5     |
| Sous-total            | Sous-total                | Sous-total            | 50          | 16          | 4               | 1               | 11                | 4                 | -                              | 6                              | 3                              | 71    | 24    |
| 2013-2014             | VfR Aalen (prêt)          | 2. Bundesliga         | 22          | 5           | -               | -               | -                 | -                 | -                              | -                              | -                              | 22    | 5     |
| 2014-2015             | Fortuna Düsseldorf (prêt) | 2. Bundesliga         | 29          | 11          | 1               | 0               | -                 | -                 | -                              | -                              | -                              | 30    | 11    |
| 2015-2016             | Fortuna Düsseldorf (prêt) | 2. Bundesliga         | 26          | 2           | 2               | 0               | -                 | -                 | -                              | -                              | -                              | 28    | 2     |
| Sous-total            | Sous-total                | Sous-total            | 55          | 13          | 3               | 0               | -                 | -                 | -                              | -                              | -                              | 58    | 13    |
| 2016-2017             | Bayer Leverkusen          | Bundesliga            | 11          | 6           | 0               | 0               | -                 | -                 | C1                             | 2                              | 0                              | 13    | 6     |
| 2017-2018             | Bayer Leverkusen          | Bundesliga            | 7           | 1           | 1               | 1               | -                 | -                 | -                              | -                              | -                              | 8     | 2     |
| 2018-2019             | Bayer Leverkusen          | Bundesliga            | 0           | 0           | 0               | 0               | -                 | -                 | -                              | -                              | -                              | 0     | 0     |
| 2019-2020             | Bayer Leverkusen          | Bundesliga            | 1           | 0           | 0               | 0               | -                 | -                 | -                              | -                              | -                              | 1     | 0     |
| 2020-2021             | Bayer Leverkusen          | Bundesliga            | 1           | 0           | -               | -               | -                 | -                 | -                              | -                              | -                              | 1     | 0     |
| 2021-2022             | Bayer Leverkusen          | Bundesliga            | 2           | 0           | 1               | 0               | -                 | -                 | -                              | -                              | -                              | 3     | 0     |
| 2022-2023             | Bayer Leverkusen          | Bundesliga            | 1           | 0           | 1               | 0               | -                 | -                 | C1                             | -                              | -                              | 2     | 0     |
| Sous-total            | Sous-total                | Sous-total            | 23          | 6           | 3               | 1               | -                 | -                 | -                              | 2                              | 0                              | 28    | 7     |
| 2019-2020             | Hambourg SV (prêt)        | 2.Bundesliga          | 14          | 9           | 0               | 0               | -                 | -                 | -                              | -                              | -                              | 14    | 9     |
| 2020-2021             | 1. FC Union Berlin (prêt) | Bundesliga            | 19          | 6           | -               | -               | -                 | -                 | -                              | -                              | -                              | 19    | 6     |
| 2021-2022             | Çaykur Rizespor (prêt)    | SüperLig              | 33          | 16          | -               | -               | -                 | -                 | -                              | -                              | -                              | 33    | 16    |
| 2022-2023             | Venise FC                 | Serie B               | 38          | 19          | -               | -               | -                 | -                 | -                              | -                              | -                              | 38    | 19    |
| 2023-2024             | Venise FC                 | Serie B               | 33+4        | 22+0        | 1               | 1               | -                 | -                 | -                              | -                              | -                              | 38    | 23    |
| 2024-2025             | Venise FC                 | Serie A               | 11          | 4           | 0               | 0               | -                 | -                 | -                              | -                              | -                              | 11    | 4     |
| Sous-total            | Sous-total                | Sous-total            | 86          | 45          | 1               | 1               | -                 | -                 | -                              | -                              | -                              | 87    | 46    |
| Total sur la carrière | Total sur la carrière     | Total sur la carrière | 328         | 153         | 11              | 3               | 11                | 4                 | -                              | 8                              | 3                              | 358   | 163   |

### Buts internationaux
| No | Date             | Lieu                                           | Adversaire | Résultat | Compétition                       |
| -- | ---------------- | ---------------------------------------------- | ---------- | -------- | --------------------------------- |
| 1  | 5 mars 2014      | ETO Park, Győr, Hongrie                        | Hongrie    | 2-1      | Match amical                      |
| 2  | 4 septembre 2015 | Stade Karaïskaki, Le Pirée, Grèce              | Grèce      | 1-0      | Éliminatoires Euro 2016           |
| 3  | 7 septembre 2015 | Stade olympique d'Helsinki, Helsinki, Finlande | Îles Féroé | 1-0      | Éliminatoires Euro 2016           |
| 4  | 8 octobre 2015   | Arena Națională, Bucarest, Roumanie            | Roumanie   | 1-1      | Éliminatoires Euro 2016           |
| 5  | 11 juin 2017     | Stade Ratina, Tampere, Finlande                | Ukraine    | 1-2      | Éliminatoires Coupe du monde 2018 |
| 6  | 12 juin 2021     | Parken Stadium, Copenhague, Danemark           | Danemark   | 1-0      | Euro 2020                         |